# Třemošnice

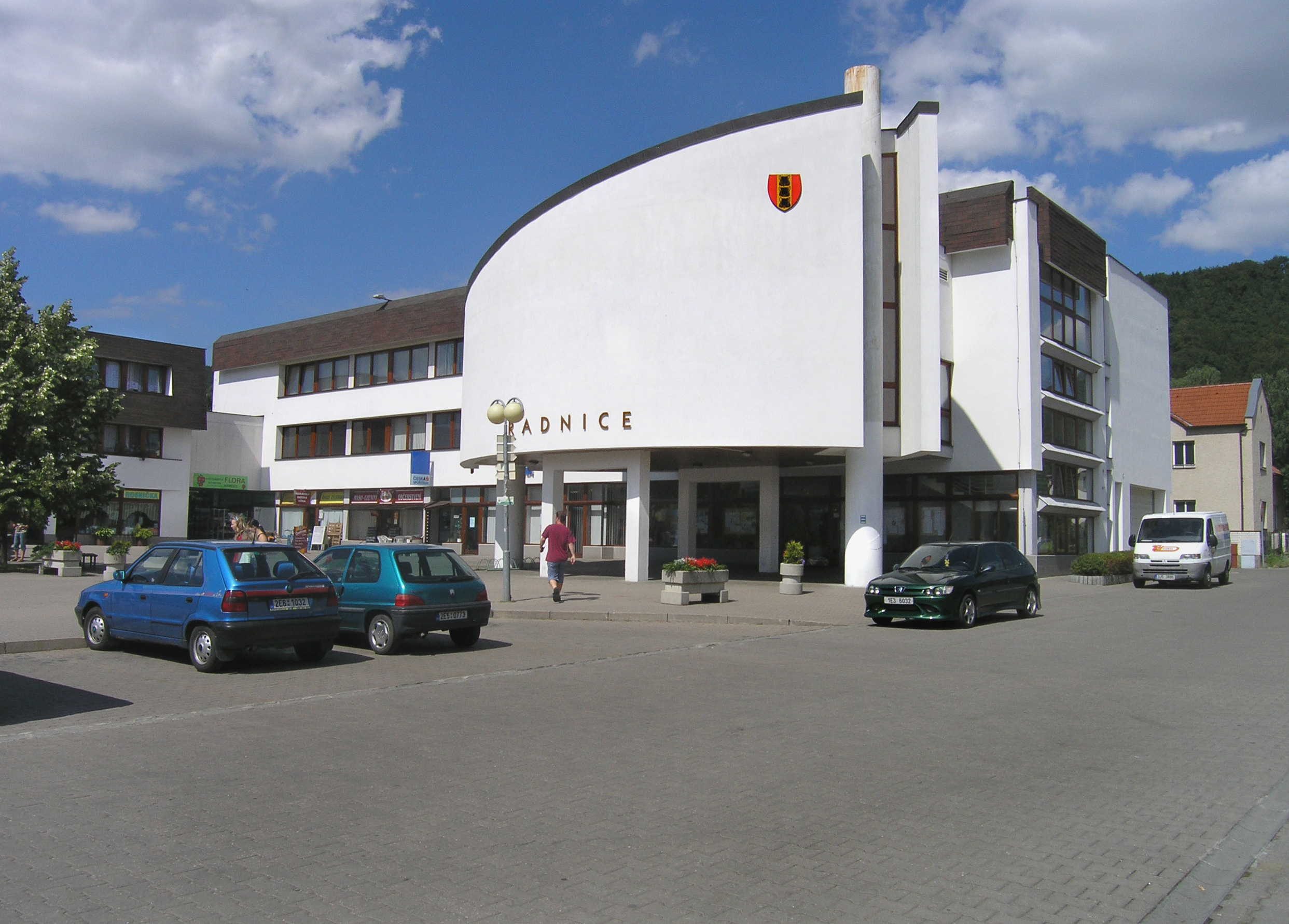
Das Rathaus

Třemošnice (deutsch Tremoschnitz) ist eine Stadt in Tschechien. Sie liegt 14 Kilometer südöstlich von Čáslav
und gehört zum Okres Chrudim.

## Geographie
Třemošnice befindet sich am westlichen Fuße des Eisengebirges am Bach Zlatý potok. Nördlich erhebt sich die Stráně (544 m) und im Südosten die Kaňkova hora (538). Im Nordosten liegt die Burg Lichnice. Westlich fließt die Doubrava.
Nachbarorte sind Závratec, Lhůty und Rudov im Norden, Podhradí im Nordosten, Starý Dvůr und Hedvikov im Osten, Nouzov und Dolní Počátky im Südosten, Lhotka, Kubíkovy Duby, Skalka und Pařížov im Süden, Moravany im Südwesten, Mladotice im Westen sowie Ronov nad Doubravou im Nordwesten.

## Geschichte
Die erste Erwähnung des Hofes Třemošský erfolgte 1564 in der Landtafel im Zuge eines Erbvertrages zwischen den Brüdern Wenzel und Albrecht Robenhaupt von Sucha (Robmhap ze Suché), bei dem letzterem der Hof zugesprochen wurde. Nachdem 1610 die Lichtenburg ausbrannte, ließ Albrechts Sohn, Sigismund Robenhaupt, in Třemošnice eine Feste errichten und verlegte seinen Sitz von der Burg dorthin.
1747 kaufte der Besitzer der Herrschaft Ronov, Johann Wenzel Caretto de Millesimo, die Herrschaft Třemošnice und vereinigte beide. Er ließ ab 1750 die Feste zu einem Schloss umbauen, das zu seinem Sitz wurde. Sein Sohn schenkte die Herrschaft einer Stiftung für verarmte Adelige, die 1823 das Schloss zum Sitz ihrer Forstverwaltung machte. Östlich von Třemošnice gründete Jan Josef Zvěřina 1816 im Tal des Zlatý potok den Eisenhammer Hedwigsthal.
Der Ort wurde 1850 zu einer Gemeinde im Gerichtsbezirk Časlau erhoben. 1882 nahm die Lokalbahn Čáslav – Závratec den Betrieb auf. Zwischen den Kalkbrüchen der Grafen Kinsky in Prachovice und dem Kalkwerk Závratec wurde eine fünf Kilometer lange Seilbahn errichtet, die seinerzeit die längste in Böhmen war. 1957 wurde die Seilbahn abgetragen. Seit dem 1. Juni 1994 ist Třemošnice eine Stadt.

## Stadtgliederung
Die Stadt Třemošnice besteht aus den Ortsteilen Hedvikov (Hedwigsthal), Kubíkovy Duby (Kubikdubi, 1939–45: Kubikseichen), Lhůty (Lhuty), Podhradí (Podhrad), Skoranov (Skoranow), Starý Dvůr (Althof), Třemošnice (Tremoschnitz) und Závratec (Sawratetz) sowie den Ansiedlungen Lhotka, Peklo, Nouzov (Nouzow) und Skalka.

## Städtepartnerschaften
- Embrach, Schweiz

## Wirtschaft
Leitbetrieb des Ortes ist der metallverarbeitende Betrieb und Automobilzulieferer Kovolis Hedvikov, dessen Standort sich im unteren Bereich der Schlucht des Zlatý Potok (Goldbach) befindet.

## Sehenswürdigkeiten
- Ruine der Burg Lichnice bei Podhradí
- Schloss Třemošnice, ab 1750 erbaut für Johann Wenzel Caretto de Millesimo, von dem ursprünglichen, im Stil von Johann Blasius Santini-Aichl gestalteten Plänen, wurde nur der Westflügel mit der Kapelle gebaut
- Kapelle des hl. Johannes, südöstlich in den Kaňkovy hory
- Kaňkovy hory, der Kamm ist seit 1992 als Naturreservat geschützt
- Chittussi-Tal der Doubrava mit den Kirchen zum Hl. Kreuz und St. Martin, westlich der Stadt
- Žižka-Eiche (Žižkův dub) in Podhradí, der Baum hat ein Alter von 700 bis 800 Jahren
- Hedwigstal (Hedvičino údolí) des Zlatý potok sowie Teiche Horní Peklo und Dolní Peklo, östlich der Stadt
- Kalkwerk Závratec (Berlova vápenka), technisches Denkmal[3]

## Freizeit
- Das Nationale Naturreservat Kaňkovy hory ist ein Teil des Landschaftsschutzparks Železné hory und eignet sich für Wanderungen.

## Bilder

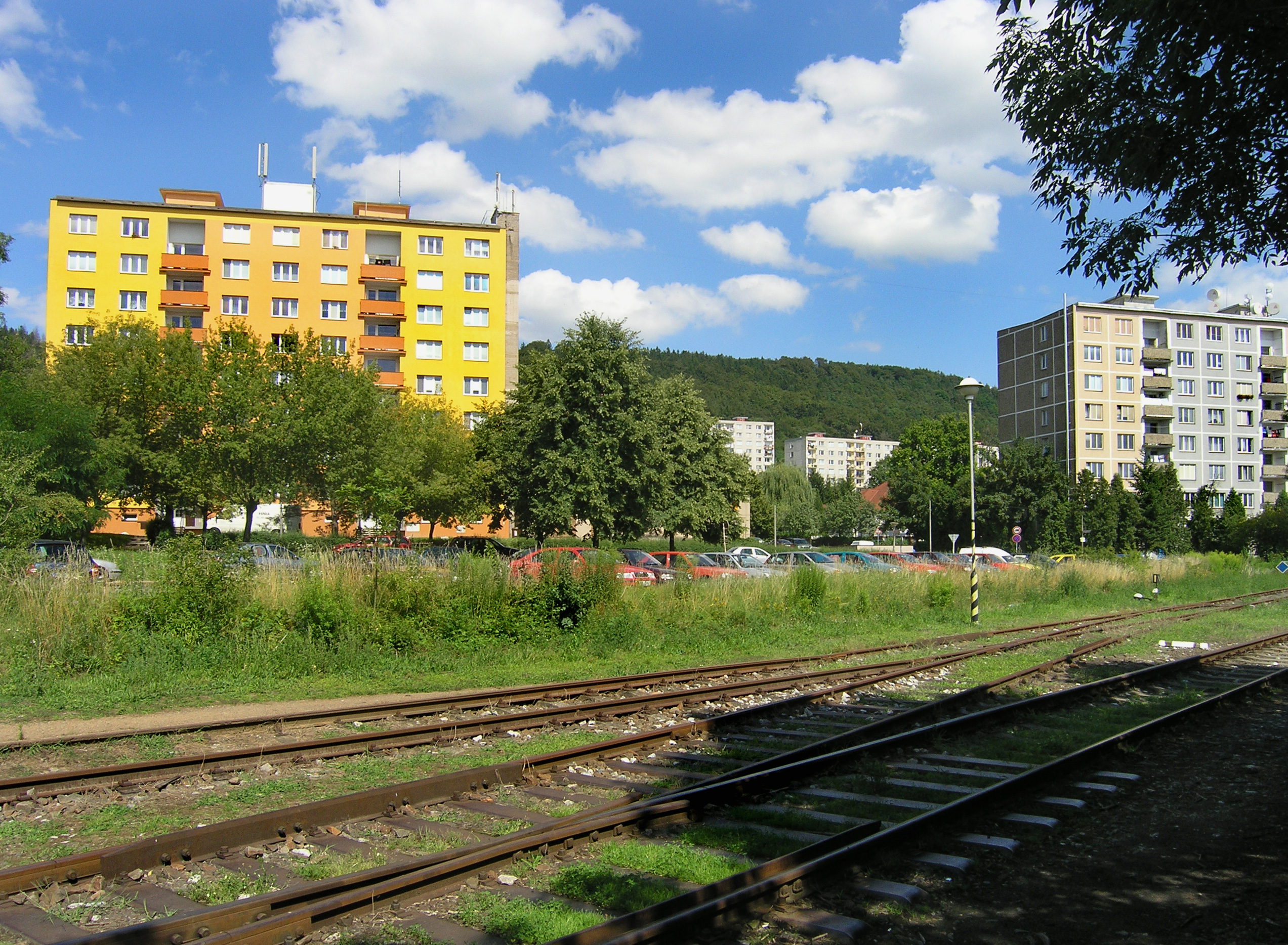
Die Siedlung
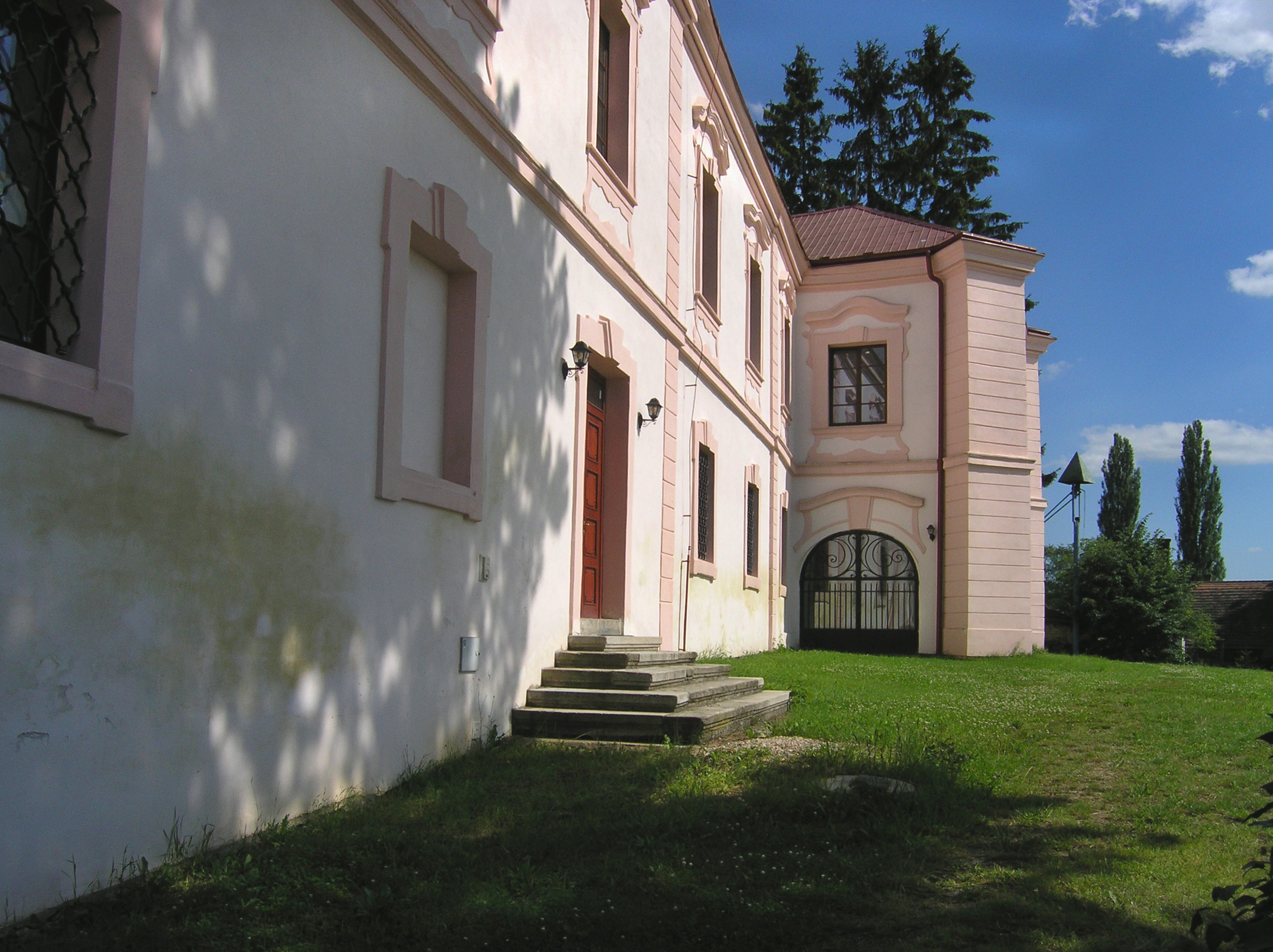
Schloss Třemošnice
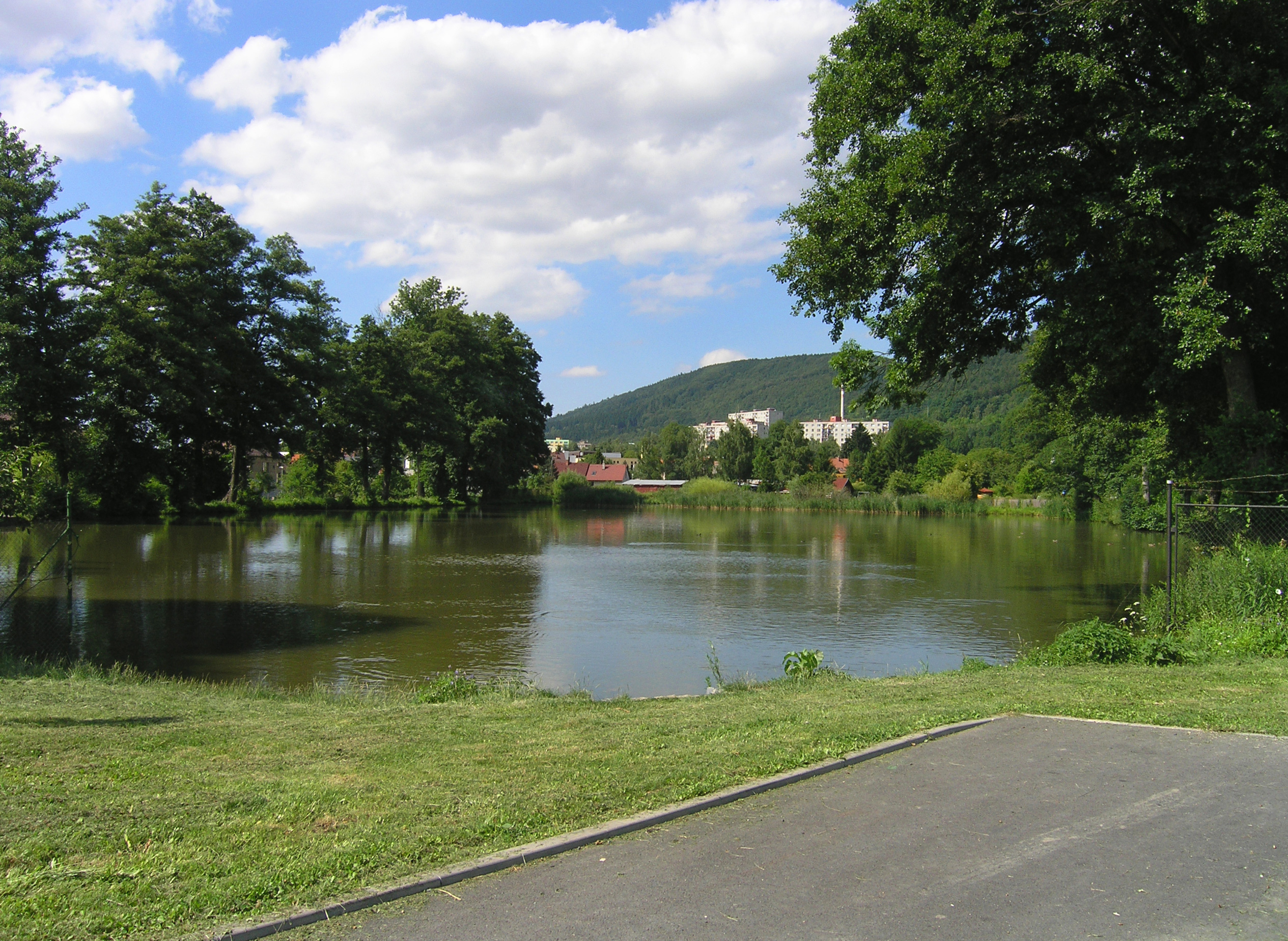
Der Teich „Kaprový“
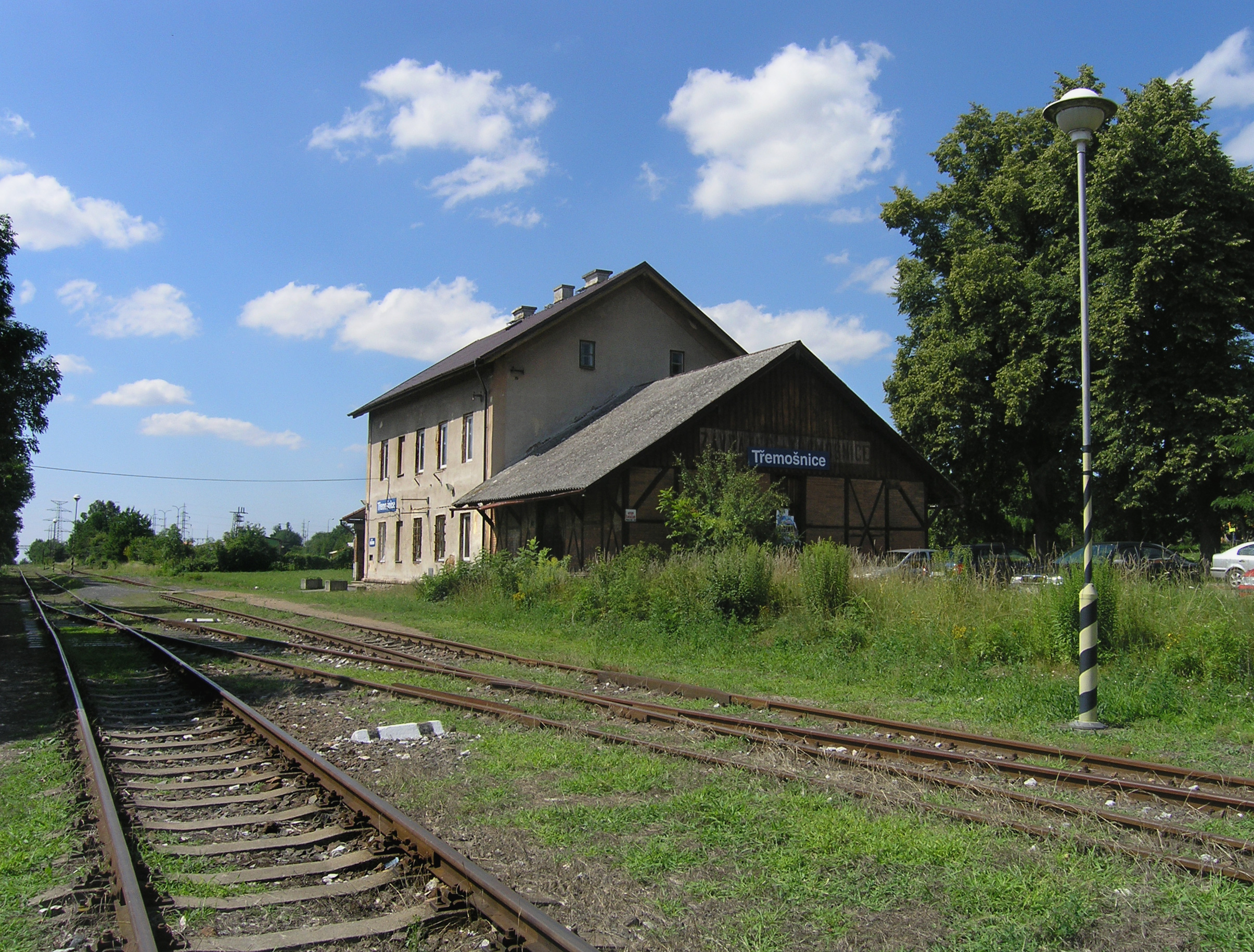
Der Bahnhof